# Armin Konket
Armin Emigdio Konket (Curaçao, 5 augustus 1961) is een Curaçaos politicus en sedert 2017 minister in het Kabinet-Rhuggenaath.
Armin Konket voltooide de HAVO-opleiding aan het Maria Immaculata Lyceum te Willemstad, Curaçao. Hij studeerde af als landmeetkundige aan de HTS te Utrecht. In 1992 behaalde hij zijn doctoraal in bestuurskunde aan de Universiteit van Amsterdam.
Na terugkeer naar Curaçao trad Konket als organisatieadviseur in dienst bij het stafbureau van het Bestuurscollege van het Eilandgebied Curaçao. In 1994 stapte hij over naar Arthur Andersen als business consultant. Van 1997 tot 1998 was hij werkzaam bij het Departement van Volksgezondheid en Milieuhygiëne. 
In 2000 werd Konket stafmedewerker van het bureau Constitutionele Zaken en in 2007 directeur van de Directie Bestuurlijke en Constitutionele Zaken. Hij vervulde ook diverse functies zoals vicevoorzitter van de Projectgroep Ontmanteling Nederlandse Antillen en 2de secretaris van de Nederlandse Antillen Regiegroep Staatkundige Veranderingen. In 2009 was Konket kort voorzitter van de referendumcommissie, die het referendum over de staatkundige toekomst van Curaçao organiseerde. Konket stapte echter al snel op, nadat er controverse ontstond rondom zijn persoon. Als directeur van de Directie Bestuurlijke en Constitutionele Zaken zou hij volgens politieke tegenstanders niet onafhankelijk zijn.

## Politieke loopbaan
Armin Konket had sinds 1979 interesse voor de politiek. In Nederland was hij van 1990 tot 1992 secretaris van de PvdA, afdeling Utrecht. Na terugkeer op Curaçao werd hij in 1996 actief lid van de partij Movementu Antia Nobo (MAN). Van 1998 tot 2002 was hij secretaris van het partijbestuur. In 2005 trok Konket zich terug als lid van de eilandsraad en diende zijn ontslag in bij de partij.
Na 5 jaren politiek niet actief te zijn werd Armin lid van de Partido Alternativa Real (PAR). Bij de eilandsraadverkiezingen van 2010 stond Konket als nummer 12 op de PAR-kandidatenlijst. Tussen 2011 en 2013 was hij de vicevoorzitter van het PAR-bestuur. Op 13 januari 2013 werd hij lid van de Staten van Curaçao namens de PAR-partij, als opvolger van Emily de Jongh-Elhage, die op 1 januari 2013 terugtrad uit de politiek. Kort voor de statenverkiezingen van 2016 kondigde hij aan de politiek vaarwel te zeggen.
Sedert 15 mei 2017 is hij namens de Partido MAN minister van Bestuur, Planning en Dienstverlening.